# Saint-Christophe-du-Jambet
Pour les articles homonymes, voir Saint-Christophe.
Saint-Christophe-du-Jambet est une commune française, située dans le département de la Sarthe en région Pays de la Loire, peuplée de 231 habitants.
La commune fait partie de la province historique du Maine.

## Géographie

### Lieux-dits et écarts
- Le Perrein avec sa croix provenant d'un cimetière.
- Les Terres Fortes, où passe l'ancien ligne de tramway.
- Le Puisard, la Gouancière, les Jeunoires, Gomer, les Louvarderies, la Monnerie, la Beulière, Mare Denise, la Fontaine Saint-Père.

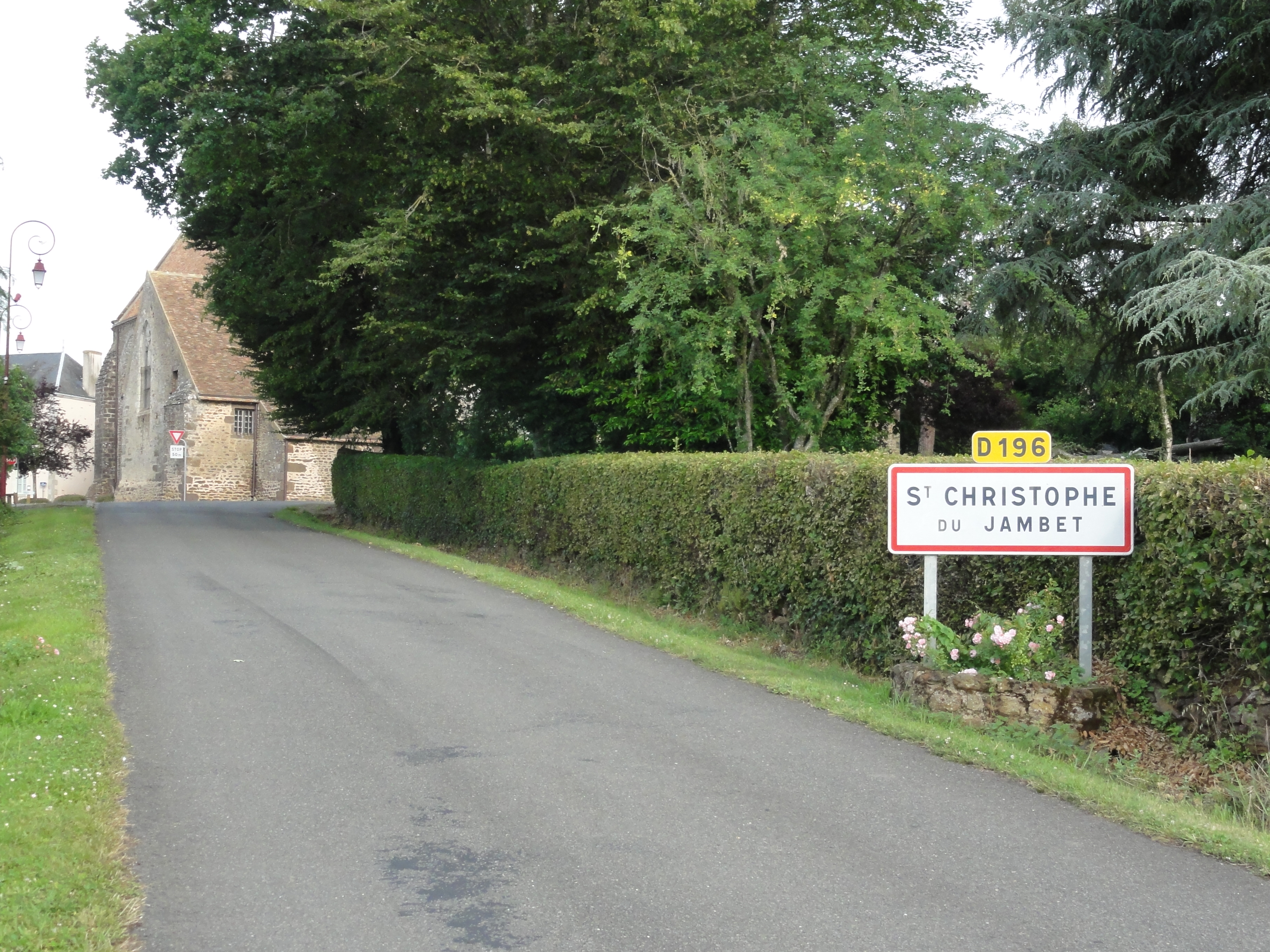
Entrée du bourg.
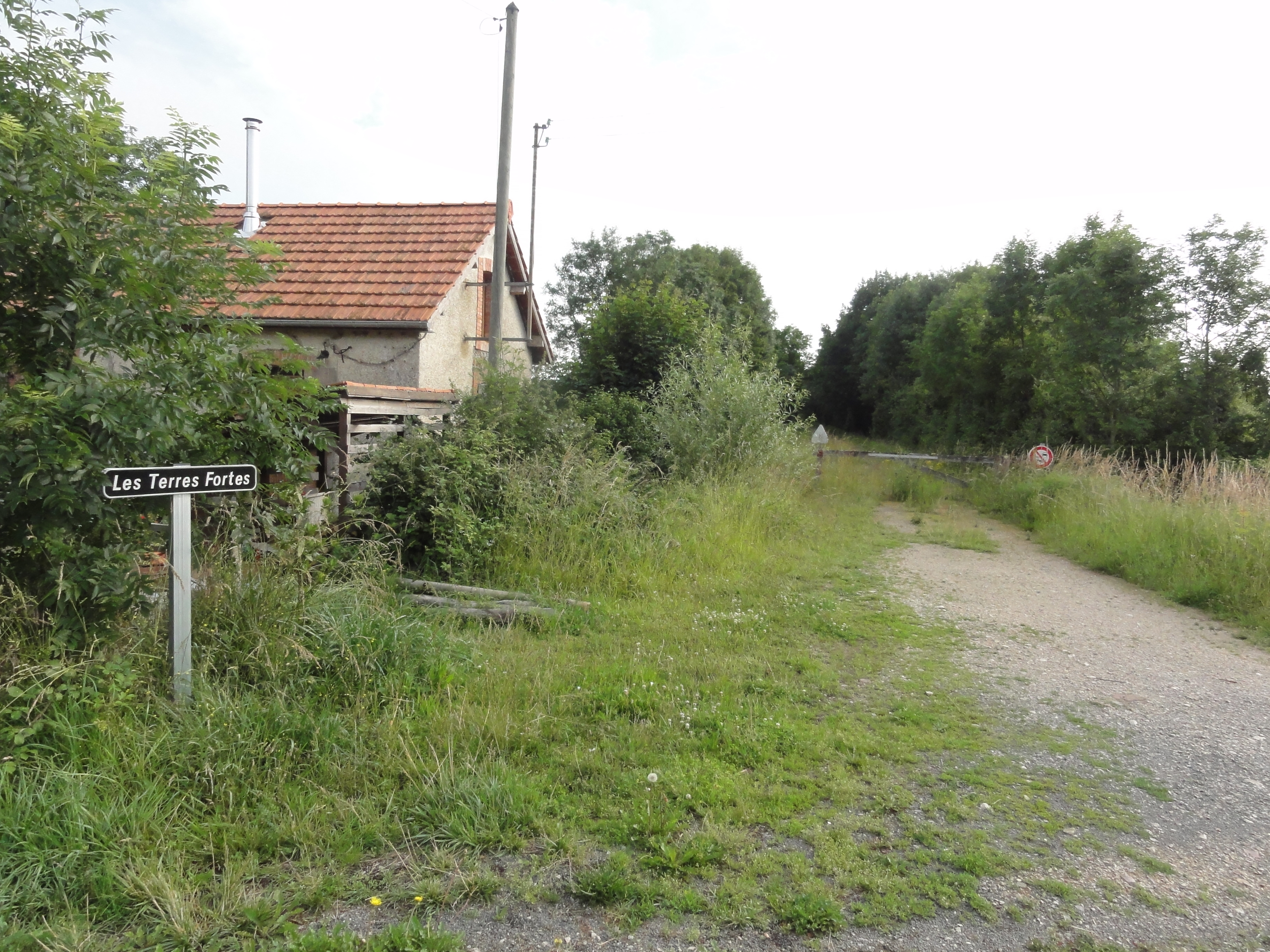
Entrée des Terres Fortes avec l'ancien ligne de tramway.
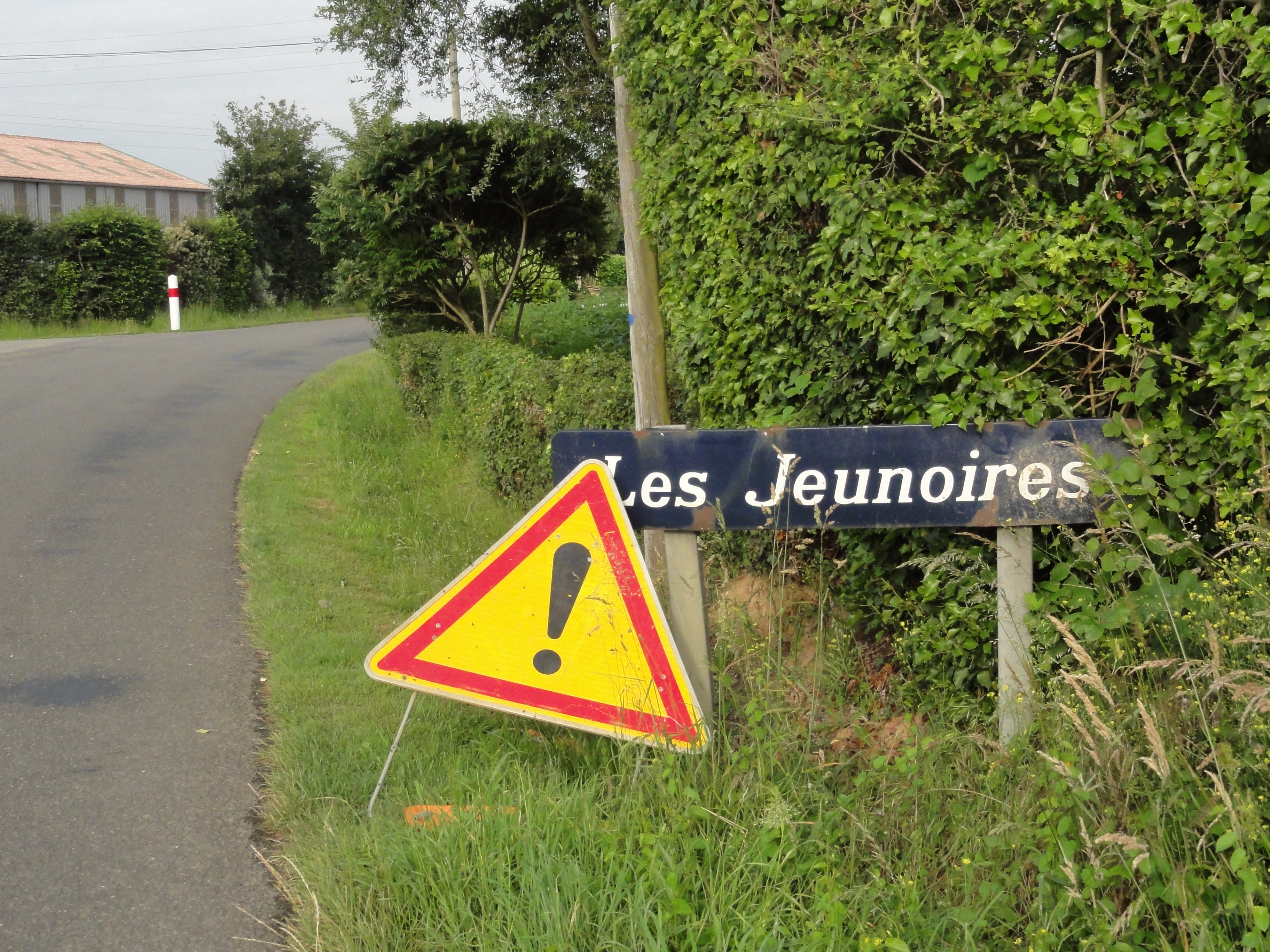
Entrée des Jeunoires.

### Communes limitrophes
|  | Moitron-sur-Sarthe         | Piacé                       |
|  | Saint-Christophe-du-Jambet | Juillé, Beaumont-sur-Sarthe |
|  | Ségrie                     | Assé-le-Riboul              |

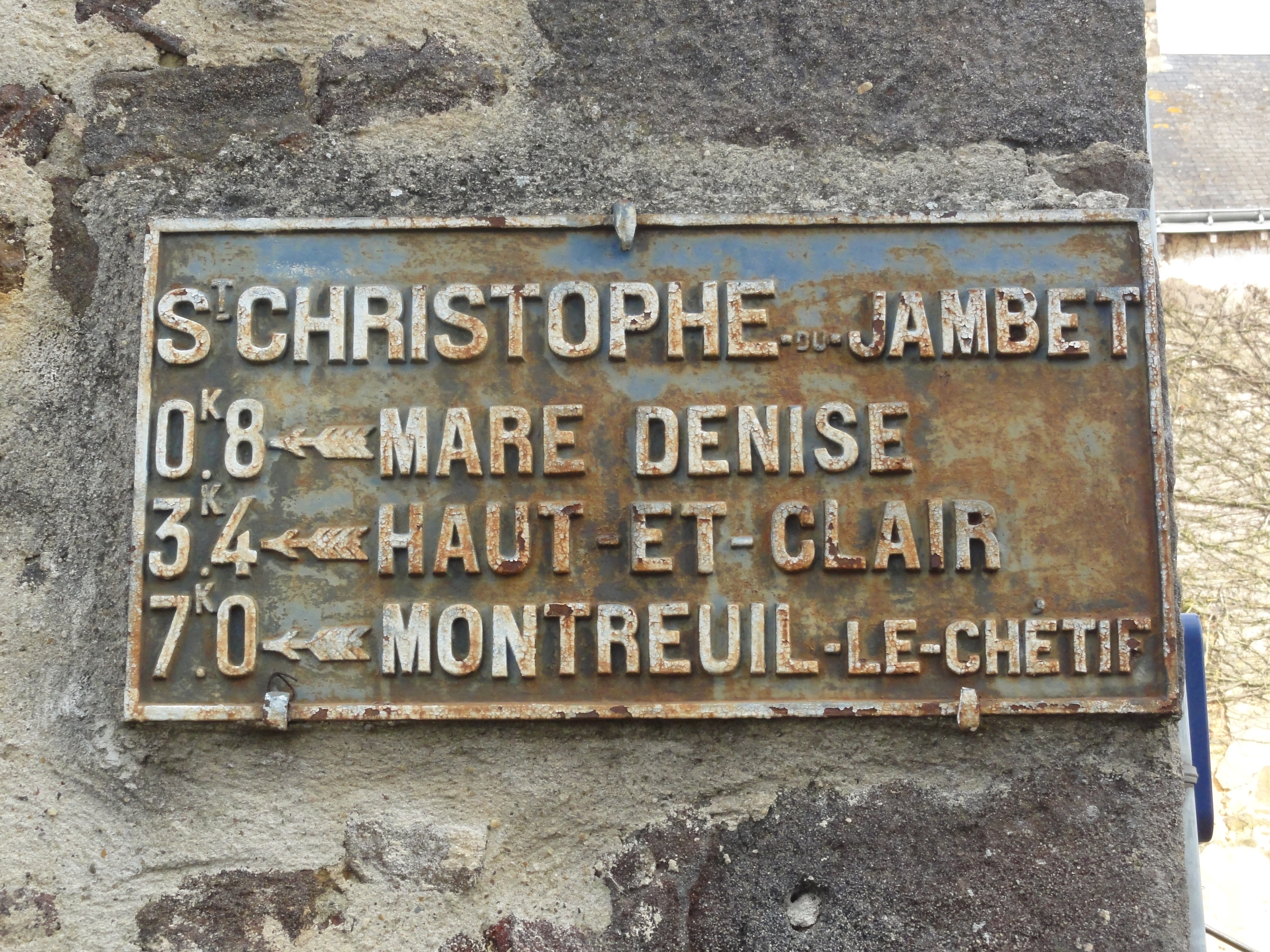
Plaque de cocher.
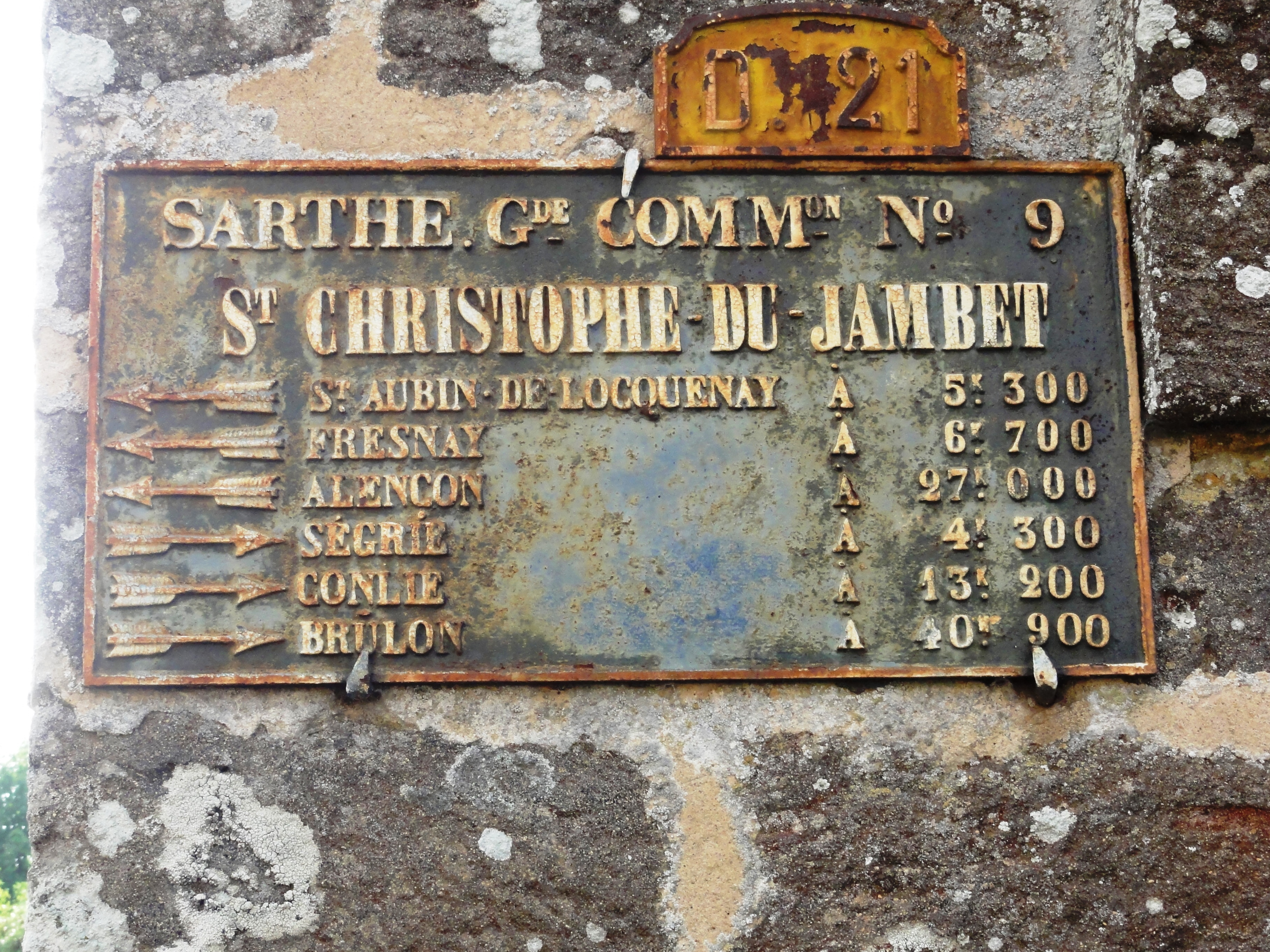
Plaque de cocher D 21.
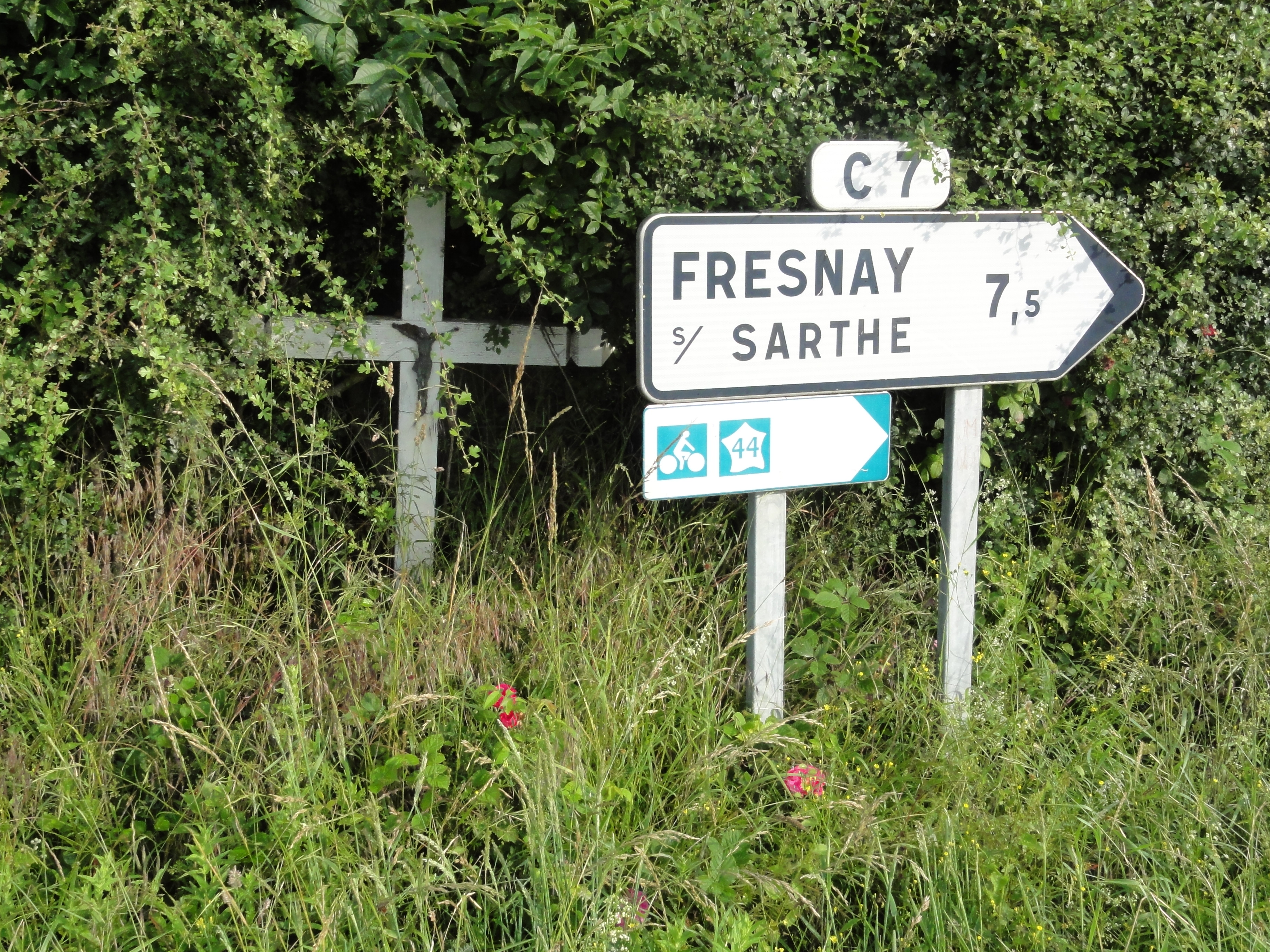
Panneau routier C7 avec croix de chemin.

### Climat
Pour des articles plus généraux, voir Climat des Pays de la Loire et Climat de la Sarthe.
En 2010, le climat de la commune est de type climat océanique dégradé des plaines du Centre et du Nord, selon une étude du CNRS s'appuyant sur une série de données couvrant la période 1971-2000. En 2020, Météo-France publie une typologie des climats de la France métropolitaine dans laquelle la commune est dans une zone de transition entre le climat océanique et le climat océanique altéré et est dans la région climatique  Moyenne vallée de la Loire, caractérisée par une bonne insolation (1 850 h/an) et un été peu pluvieux. 
Pour la période 1971-2000, la température annuelle moyenne est de 10,8 °C, avec une amplitude thermique annuelle de 13,9 °C. Le cumul annuel moyen de précipitations est de 755 mm, avec 12,2 jours de précipitations en janvier et 7,3 jours en juillet. Pour la période 1991-2020, la température moyenne annuelle observée sur la station météorologique de Météo-France la plus proche, « Saint Germain_sapc », sur la commune de Fresnay-sur-Sarthe à 6 km à vol d'oiseau, est de 11,9 °C et le cumul annuel moyen de précipitations est de 695,6 mm,. Pour l'avenir, les paramètres climatiques de la commune estimés pour 2050 selon différents scénarios d'émission de gaz à effet de serre sont consultables sur un site dédié publié par Météo-France en novembre 2022.

## Urbanisme

### Typologie
Au 1er janvier 2024, Saint-Christophe-du-Jambet est catégorisée commune rurale à habitat très dispersé, selon la nouvelle grille communale de densité à sept niveaux définie par l'Insee en 2022.
Elle est située hors unité urbaine. Par ailleurs la commune fait partie de l'aire d'attraction du Mans, dont elle est une commune de la couronne,. Cette aire, qui regroupe 144 communes, est catégorisée dans les aires de 200 000 à moins de 700 000 habitants,.

### Occupation des sols
L'occupation des sols de la commune, telle qu'elle ressort de la base de données européenne d’occupation biophysique des sols Corine Land Cover (CLC), est marquée par l'importance des territoires agricoles (93,2 % en 2018), une proportion identique à celle de 1990 (93,2 %). La répartition détaillée en 2018 est la suivante : 
terres arables (64,4 %), prairies (28,8 %), forêts (4,5 %), zones urbanisées (2,3 %). L'évolution de l’occupation des sols de la commune et de ses infrastructures peut être observée sur les différentes représentations cartographiques du territoire : la carte de Cassini (XVIIIe siècle), la carte d'état-major (1820-1866) et les cartes ou photos aériennes de l'IGN pour la période actuelle (1950 à aujourd'hui).

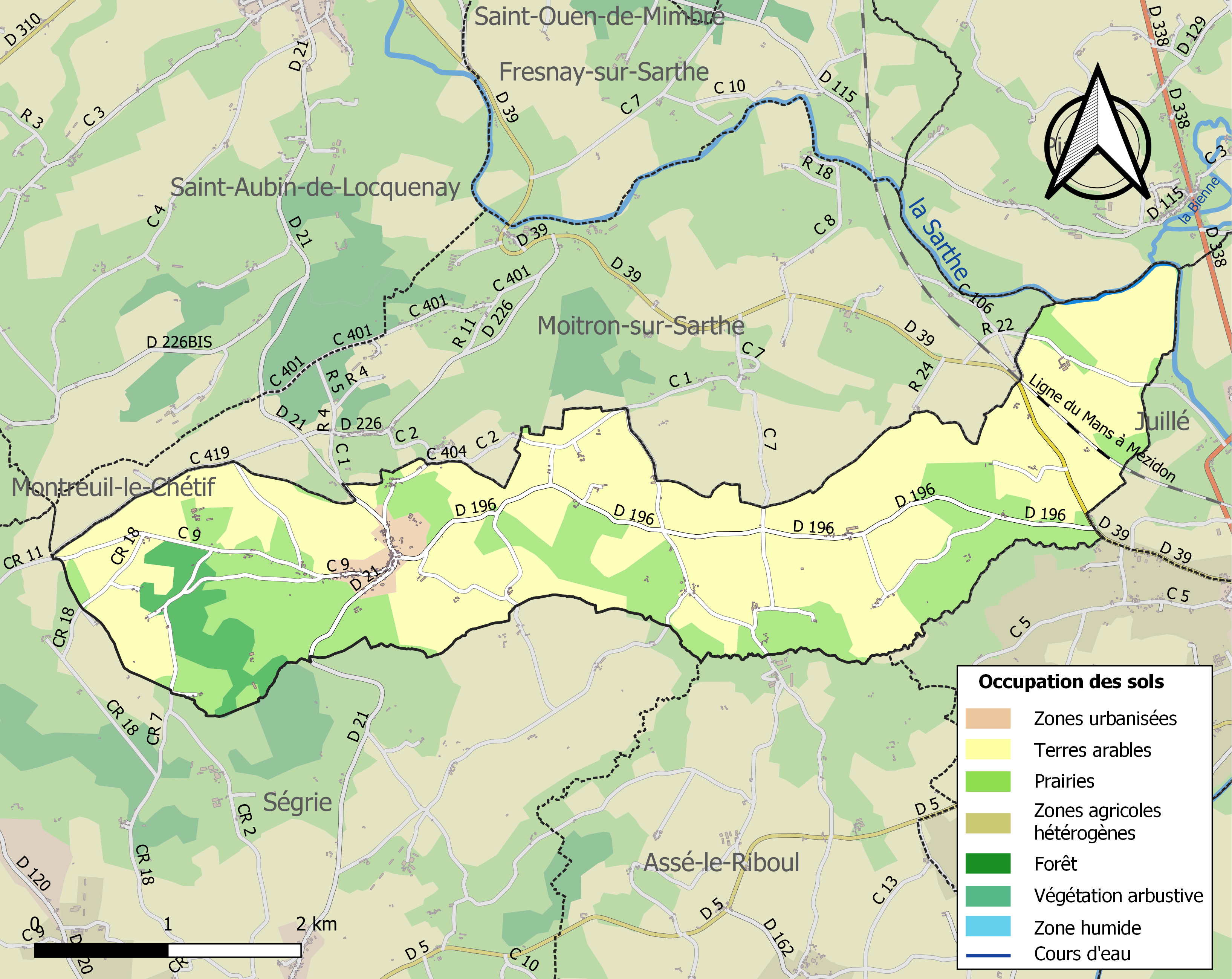
Carte des infrastructures et de l'occupation des sols de la commune en 2018 (CLC).

## Économie

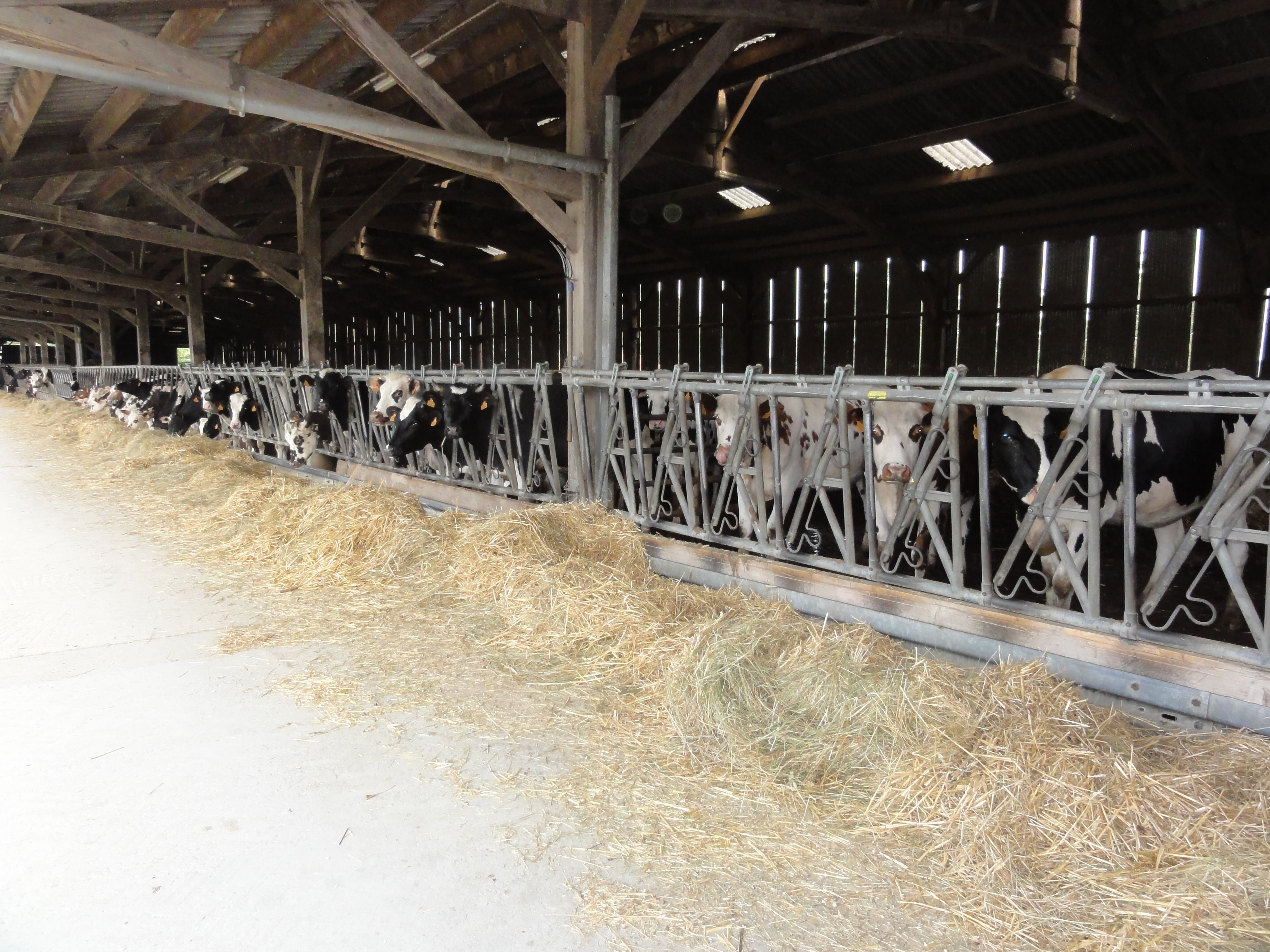
Élevage aux Jeunoires.

## Politique et administration
| Période                                  | Période   | Identité                                   | Étiquette | Qualité |
| ---------------------------------------- | --------- | ------------------------------------------ | --------- | --- |
| 1959                                     | mars 2001 | Comte Roger Rioult de Neuville (1928-2014) |           | Châtelain de La Cour du Val Conseiller général du Canton de Beaumont-sur-Sarthe (1985-2004) Président de la Communauté de communes du Pays Belmontais Chevalier de l'Ordre national du Mérite |
| mars 2001                                | mars 2014 | Maurice Collet                             | SE        | |
| mars 2014                                | mai 2020  | Lionel Goyer                               | SE        | |
| mai 2020                                 | En cours  | Anthony Frileux                            | SE        | Responsable administratif et financier dans une congrégation religieuse |
| Les données manquantes sont à compléter. |           |                                            |           | |

## Démographie
L'évolution du nombre d'habitants est connue à travers les recensements de la population effectués dans la commune depuis 1793. Pour les communes de moins de 10 000 habitants, une enquête de recensement portant sur toute la population est réalisée tous les cinq ans, les populations de référence des années intermédiaires étant quant à elles estimées par interpolation ou extrapolation. Pour la commune, le premier recensement exhaustif entrant dans le cadre du nouveau dispositif a été réalisé en 2005.
En 2022, la commune comptait 231 habitants, en évolution de +1,32 % par rapport à 2016 (Sarthe : −0,25 %, France hors Mayotte : +2,11 %).
| 1793 | 1800 | 1806 | 1821 | 1831 | 1836 | 1841 | 1846 | 1851 |
| ---- | ---- | ---- | ---- | ---- | ---- | ---- | ---- | ---- |
| 799  | 717  | 855  | 835  | 876  | 947  | 864  | 924  | 840  |

| 1856 | 1861 | 1866 | 1872 | 1876 | 1881 | 1886 | 1891 | 1896 |
| ---- | ---- | ---- | ---- | ---- | ---- | ---- | ---- | ---- |
| 809  | 753  | 772  | 700  | 683  | 628  | 601  | 564  | 516  |

| 1901 | 1906 | 1911 | 1921 | 1926 | 1931 | 1936 | 1946 | 1954 |
| ---- | ---- | ---- | ---- | ---- | ---- | ---- | ---- | ---- |
| 532  | 538  | 501  | 419  | 409  | 410  | 405  | 373  | 358  |

| 1962 | 1968 | 1975 | 1982 | 1990 | 1999 | 2005 | 2006 | 2010 |
| ---- | ---- | ---- | ---- | ---- | ---- | ---- | ---- | ---- |
| 347  | 315  | 275  | 231  | 183  | 223  | 193  | 188  | 209  |

| 2015 | 2020 | 2022 | - | - | - | - | - | - |
| ---- | ---- | ---- | - | - | - | - | - | - |
| 224  | 231  | 231  | - | - | - | - | - | - |

## Lieux et monuments
- Église Saint-Christophe, du XVe siècle, en pierres de roussard, classée au titre des monuments historiques en 1912[19], qui abrite une statue en bois de saint Christophe.
- Château de la Cour du Val, de 1902.
- Monument aux morts.
- Des croix de chemin.

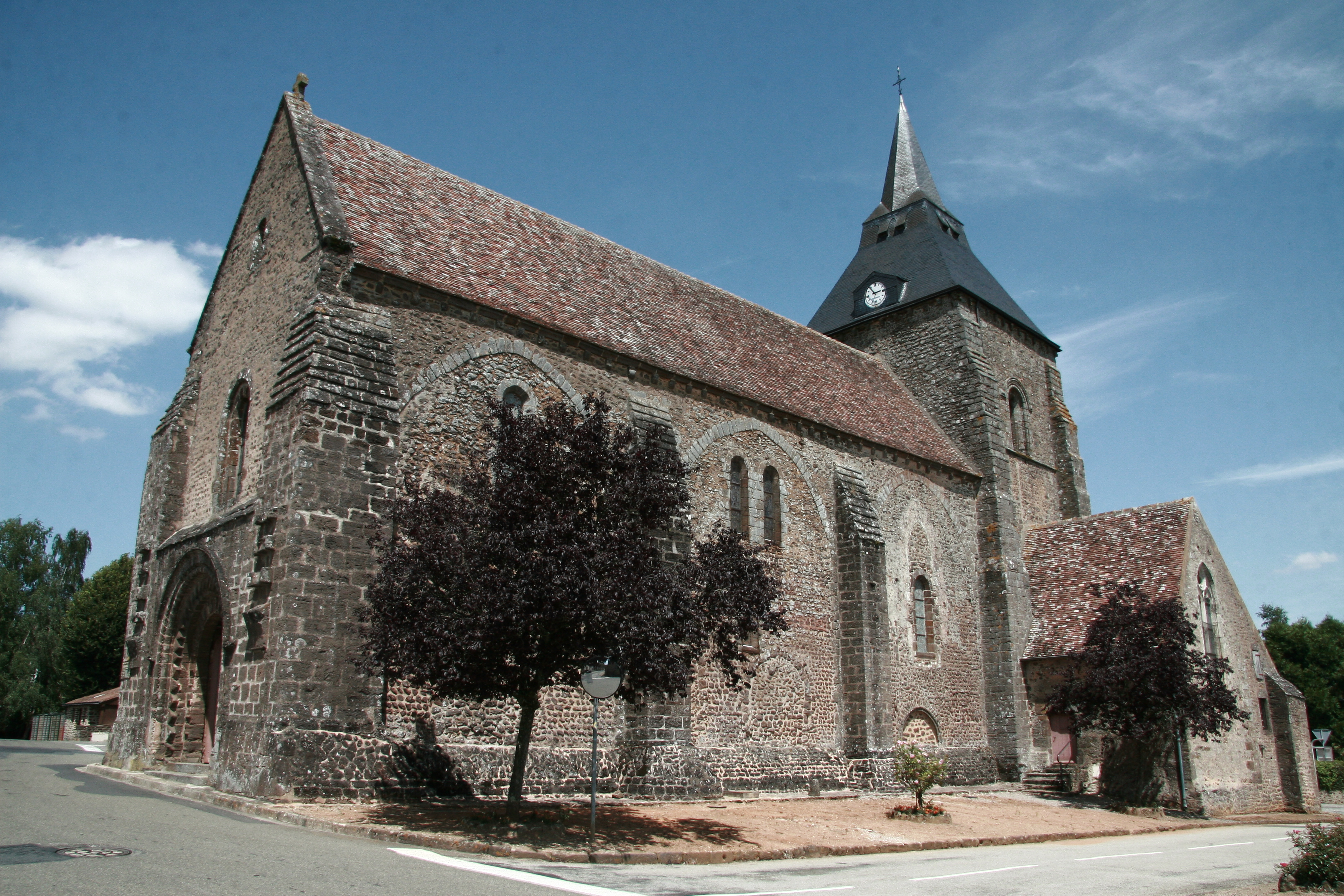
Église Saint-Christophe.
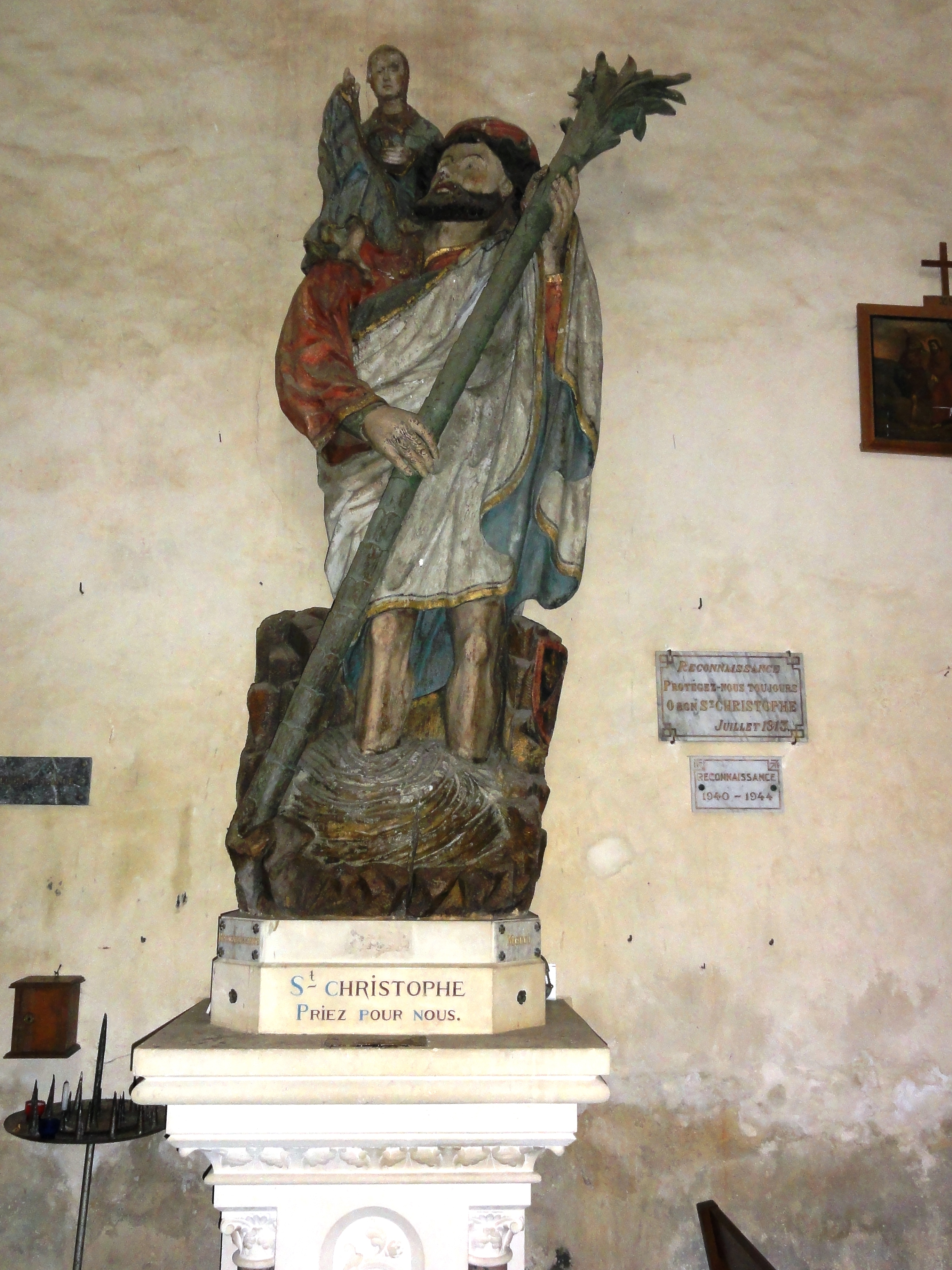
Statue de saint Christophe.
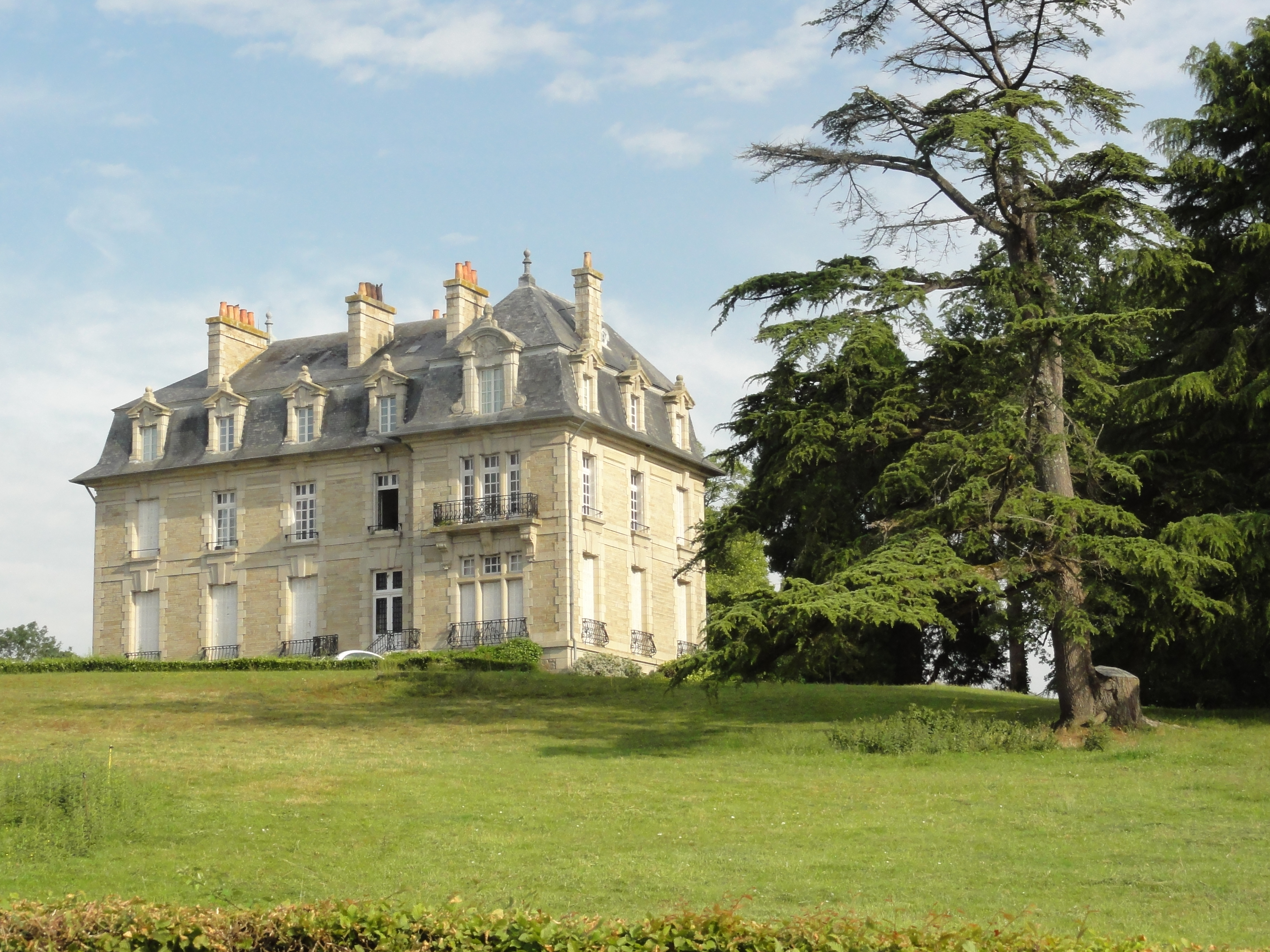
Château de la Cour du Val.
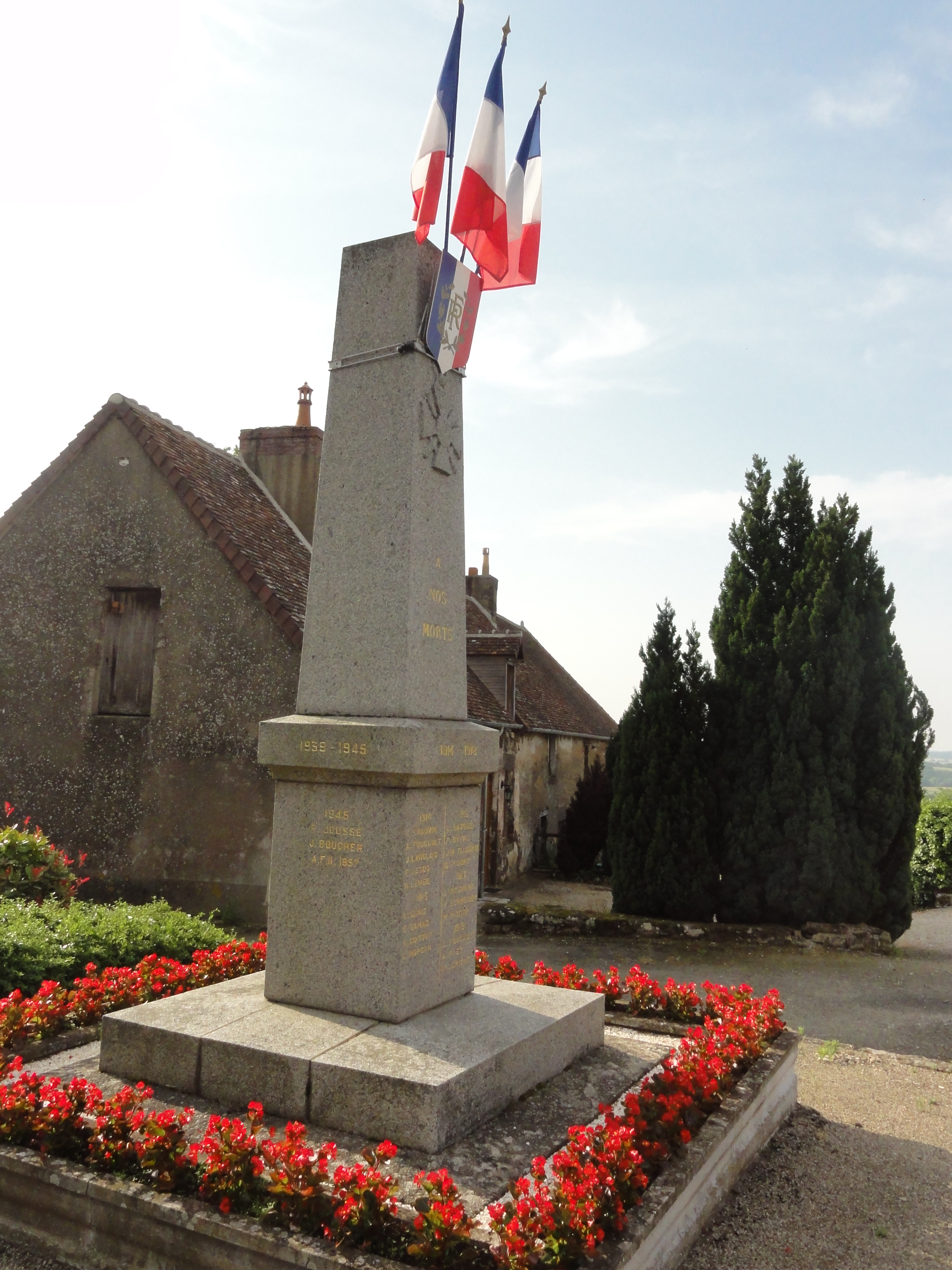
Monument aux morts.
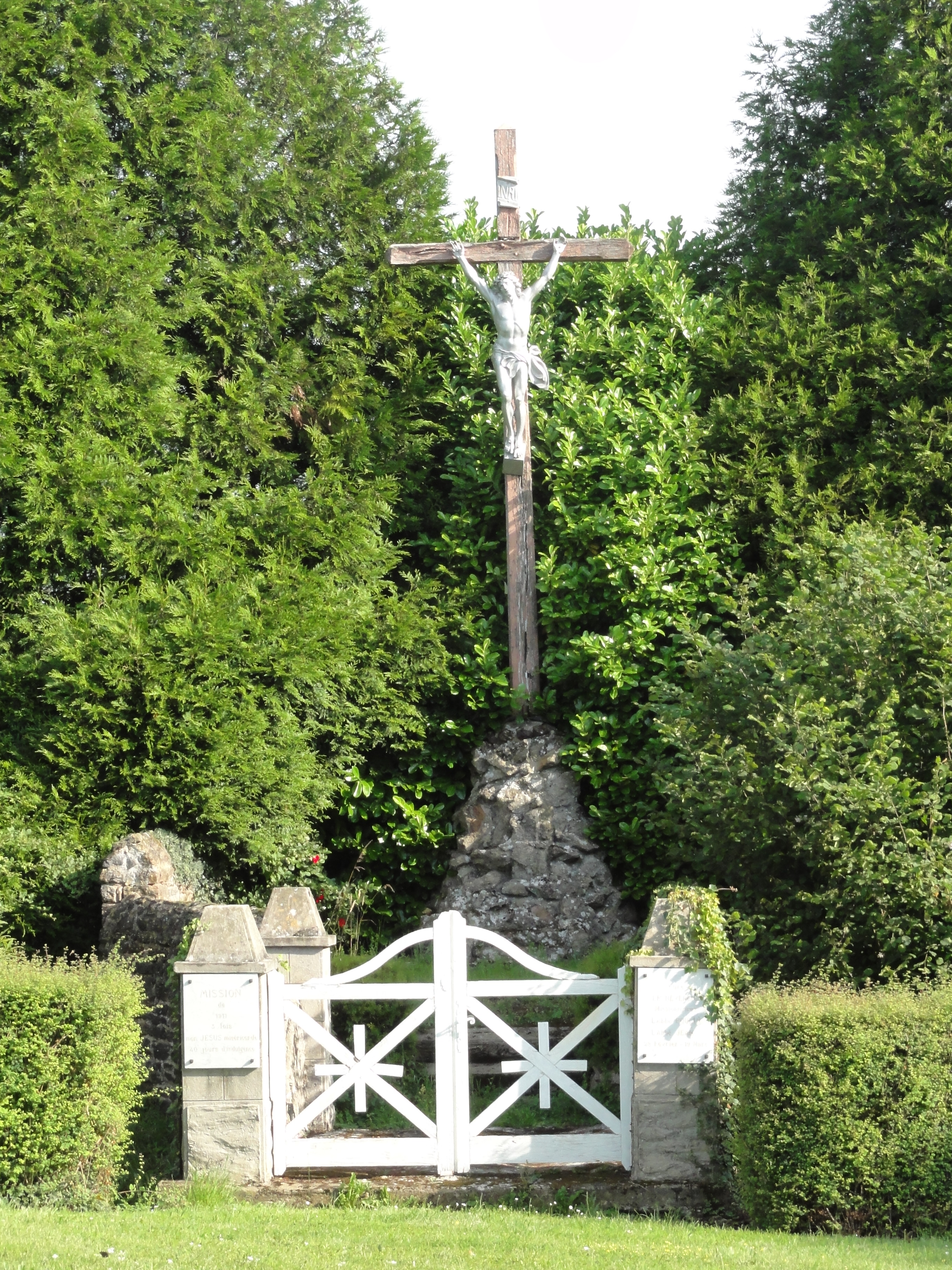
Croix de chemin à l'entrée du bourg, D21.

## Activité et manifestations
Le comité des fêtes organise chaque année des repas d'environ 200 personnes (choucroute, potée sarthoise) mais surtout le pèlerinage automobile depuis plus de 50 ans avec un repas champêtre dans les jardins du château. Ce pèlerinage est l'occasion de faire bénir sa voiture lors d'une messe en plein air. Pour l'occasion, un autel et une peinture (d'environ 3 mètres) de saint Christophe sont montés dans le parc de ce même château.

## Personnalités liées
La cure de Saint-Christophe du Jambet a été concédée à Rabelais (en 1551). Il la résigne, peu avant sa mort, le 9 janvier 1553.
« René du Bellay, évêque du Mans, frère de Guillaume et de Jean du Bellay, conféra à Rabelais la cure de Saint-Christophe-du-Jambet au diocèse du Mans, dont l’ancien médecin de Langey touchait le revenu, sans être tenu à la résidence. » Anatole France, '’Rabelais’’,Paris, Calman-Lévy, 1928, p. 125